# Garry Chalk
Garry Glen Chalk (Southampton, 17 de fevereiro de 1952) é um ator e dublador canadense, nascido na Inglaterra. Ele dublou o Optimus Primal nas animações Beast Machines e Beast Wars, bem como a dublagem americana Optimus Prime nas animações Transformers: Armada, Transformers Energon e Transformers: Cybertron.
Ele também foi a terceira voz americana do Dr. Robotnik em Sonic Underground. Dono de uma enunciação perfeita e de uma voz profunda, Chalk já emprestou sua voz a mais 1.500 produções animadas. Como ator, ele já participou de filmes como The Fly II, Freddy vs. Jason, Scooby-Doo! The Mystery Begins e Godzilla (2014)  . Ele ainda interpretou o papel recorrente de Coronel Chekov no seriado Stargate SG-1.